# Kakost luční
Kakost luční (Geranium pratense) je 30 až 60 cm vysoká vytrvalá bylina z čeledi kakostovitých. Kvůli tvaru plodů se lidově nazývá čapí nůsek.

## Popis

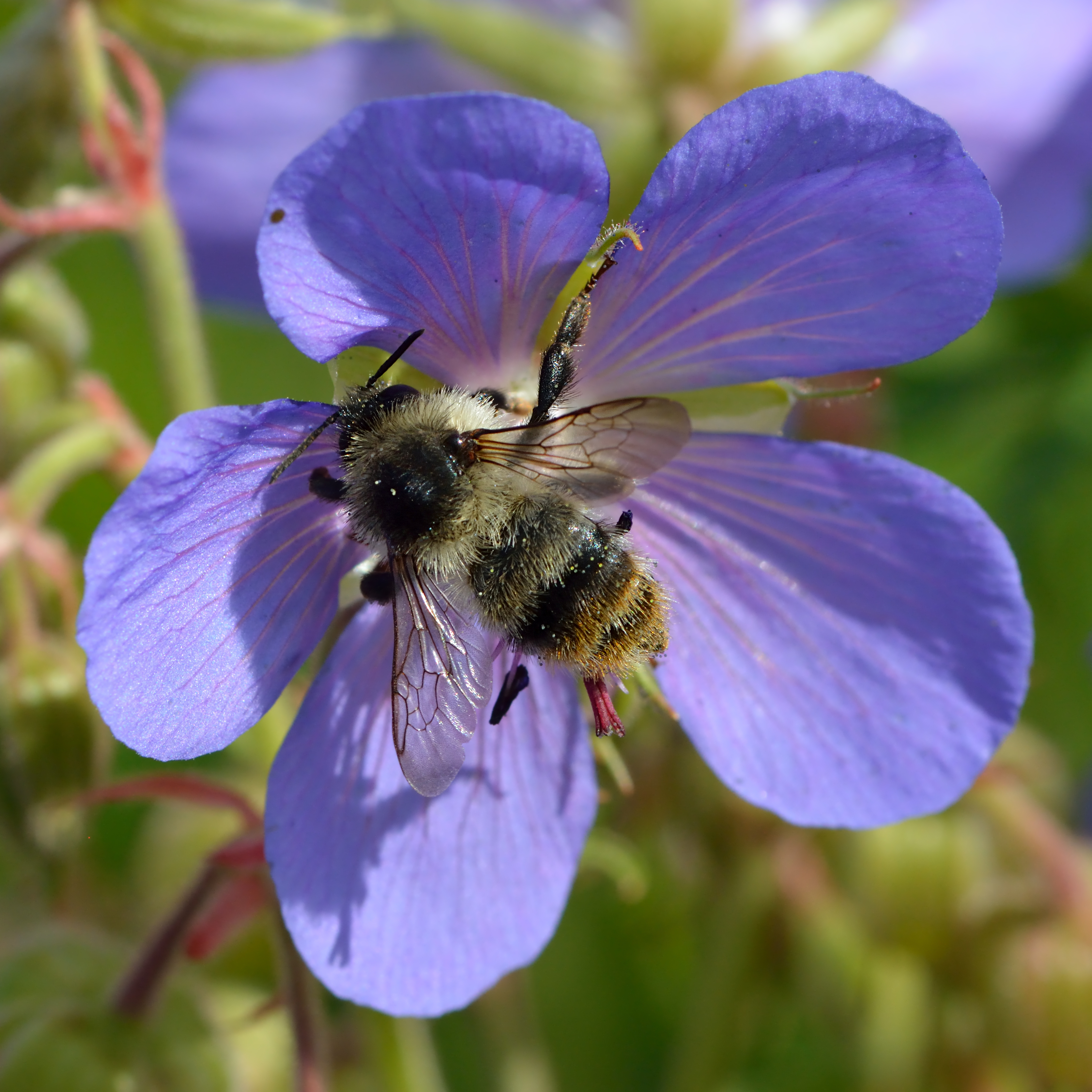

Kakost luční má silný krátký oddenek, přímou, větvenou a drsně chlupatou lodyhu. Přízemní listy jsou v růžici, dlouze řapíkaté, čepele o průměru 10–15 cm, hluboce dlanitě sedmidílné, jednou až dvakrát peřenoklané. Lodyžní listy se nahoru zmenšují, jsou krátce řapíkaté až přisedlé a tří- až pětidílné, drsně chlupaté. Palisty jsou vejčitě kopinaté, červenohnědé. Květy jsou v párech na dlouhých stopkách, pětičetné, korunní lístky obvejčité, 12 až 20 mm dlouhé, světle modré až modrofialové, výjimečně bílé nebo růžové, a mají 5+5 tyčinek. Svrchní semeník dozrává do zobanovitého plodu, který se od base roztrhává na pět dílů. Kvete od června do září.

## Výskyt
Roste na vlhčích lukách, v křovinách a u potoků a je v ČR od nížin až po horské pásmo většinou rozšířená.

## Možnost záměny
Kakost luční je někdy zaměňován s kakostem lesním nebo kakostem bahenním. Od těchto dvou druhů se morfologicky odlišuje hlavně tím, že jeho horní části lodyhy, květní stopky a kalichy porostlé žláznatými chlupy. Květní stopky jsou po odkvětu skloněné, později vzpřímené. Korunní lístky nejčastěji světle modrofialové. Nitky prašníků na bázi lžičovitě rozšířené. 

## Význam
Kakost luční patří mezi nektarodárné rostliny. Produkce nektaru je 1,3 – 1,5 mg/24 hodin při cukernatosti (koncentrace cukru) 57 – 71 %.